# 腹 (歌曲)
〈蝮〉（英語：Mamushi）是由Koshy制作，美国说唱歌手梅根尤物与日本说唱歌手千葉雄喜合作演唱，收录于梅根尤物第三张录音室专辑《梅根》（2024）的双语歌曲。在视频分享平台TikTok上走红后，这首歌于2024年7月30日作为专辑的第四首单曲在城市电台发行。

## 背景与发行
《蝮》最初是作为梅根尤物的第三张录音室专辑而发行的，该专辑于2024年6月28日发行。这首歌因TikTok上流行的舞蹈潮流而为人熟知。截至2024年7月9日，已有157,000条用以这首歌制作的视频。作为回应，梅根也发布了几条自己跟随舞蹈潮流的TikTok视频，其中一条是她扮演动漫系列《美少女战士》的主角月野兔拍摄的短视频。同年7月30日，这首歌作为单曲的形式在城市电台发行，成为该发行格式中添加次数最多的歌曲。

## 音乐视频
梅根尤物曾在Instagram发文称《蝮》的音乐视频在日本东京取景。音乐视频由凯文“乌恩达”莱瓦 （Kevin “Onda” Leyva）执导，Push Japan制作。千叶和日本演员笠松翔共同揭开了一段性感而又险恶的故事，梅根创建了一支蓝脸歹徒大军，入侵了一家温泉浴场。笠松将被介绍到满屋美女的温泉浴场，他一眼相中了梅根，并指定她服侍自己。在前往温泉池的路上，梅根化身成一条巨蛇吞噬了笠松翔。之后，梅根继续展开她的捕食之旅，在猎物们死亡之前，她赤身裸体地潜入一温泉浴池中，如同蛇一般蠕动在化身为蛇扑向猎物。千叶则负责善后将死去的黑帮分子抬走。这一场景被认为是在向日本电影制片人黑泽明的电影《梦》（1990年）致敬。

## 制作
《蝮》由Koshy制作，梅根尤物、千葉雄喜和Koshiro Ota填词，并由梅根尤物以及千葉雄喜用英语和日语进行说唱。这首歌的标题指的是一种主要在日本发现的蛇类——蝮蛇，这延续了梅根之前的单曲《眼镜蛇》、《嘶嘶声》和《蟒蛇》中与蛇相关的意象和隐喻。从歌词上看，《蝮》被解读为梅根“重拾并放下过去，代表她现在所获得的名声和繁荣”。副歌的前半部分由雄喜食用日语进行演唱；罗马化版本为「Okane kasegu, orera wa sutaa」（直译为“我们赚钱，我们是明星（star）”；“ore”这个词是年轻男性用来非正式地指代自己的方式）。梅根随后在副歌的后半部分改为唱「Watashi wa suta」（“watashi”这个词是日语中女性自称）。

## 商业表现
《蝮》在美国公告牌百强单曲榜上排名第68位，首周流媒体播放量达730万次，下载量则高达1, 000次。它还在热门说唱歌曲榜上排名第18位，在热门R&B/ Hip-Hop歌曲榜上排名第21位。这首歌是千叶首次登上公告牌百强单曲榜的作品。在接下来的一周，这首歌也成为梅根和千叶首次在公告牌世界数字歌曲销售榜上排名第一的歌曲。

## 榜单成绩
| 榜单（2024年）                          | 最高位置 |
| --------------------------------------- | -------- |
| 澳大利亚（ARIA）                        | 89       |
| Australia Hip Hop/R&B （ARIA）          | 20       |
| 加拿大（Canadian Hot 100）              | 57       |
| 全球（Billboard Global 200）            | 29       |
| Greece International （IFPI）           | 23       |
| India International （IMI）             | 14       |
| Japan Hot Overseas （日本公告牌）       | 5        |
| 马来西亚（告示牌）                      | 13       |
| Malaysia International（RIM）           | 10       |
| New Zealand Hot Singles（RMNZ）         | 6        |
| 菲律宾（Philippines Hot 100）           | 52       |
| 新加坡（RIAS）                          | 18       |
| 英國（官方榜单公司單曲榜）              | 89       |
| 美国（《告示牌》百大單曲榜）            | 36       |
| 美國（《告示牌》Hot R&B/Hip-Hop Songs） | 7        |
| 美國（《告示牌》Rhythmic Songs）        | 31       |
| 美国（《告示牌》世界歌曲暢銷榜）        | 1        |